# Maria Caetano
Maria da Conceição Cortes de Moura Padrão Caetano nasceu a 7 de novembro de 1986 (38 anos), em Monforte, Concelho de Portalegre, Alto Alentejo, Portugal.
Nascida numa família ligada ao Campo, à Criação de Cavalos e à Equitação, desde muito cedo a sua paixão por estes animais revelou-se de uma forma inata e intuitiva.
A sua mãe Maria Guiomar Moura Caetano, prima direita do famoso Cavaleiro Tauromáquico João Moura, casou com Paulo Caetano, também ele, Figura de destaque do Mundo do Toureio a Cavalo e da Equitação.
Desde criança, soube o que era viver com uma total dedicação ao cavalo e ao seu ensino e assistiu a uma época brilhante do Toureio a Cavalo, assente em grande parte, na competição protagonizada entre o seu pai e o seu primo.
A paixão pelo Desporto Equestre viria a manifestar-se muito cedo, tendo competindo na sua infância, já como Cavaleira Federada, nas Modalidades de Endurance, Equitação de Trabalho e Equitação à Portuguesa.
O seu pai, Paulo Caetano, esteve sempre ao seu lado e desde os seus primeiros passos, como Cavaleira de Dressage,  foi o seu Professor e Treinador.
Os picadeiros da Herdade das Esquilas em Monforte, sede do PCI – Paulo Caetano International Horse Management, foi o cenário principal da sua formação equestre.
Na sua infância o seu Tio João Moura contribuiu para a sua base equestre.
Mais tarde, recebeu formação de Mestres incontornáveis do Desporto Equestre em Portugal, tais como o Coronel João Martins Abrantes, Francisco Cancella de Abreu, João Pedro Rodrigues, actual Écuyer Chef da Escola Portuguesa de Arte Equestre e, no Estrangeiro, a Cavaleira Norte Americana Lisa Wilcox, sua primeira mentora a nível Internacional.
Com 16 anos, rumou à Alemanha, onde montou com a Cavaleira Olimpica anteriormente mencionada, tendo o privilegio de a ver trabalhar e competir, tal como assistir ao trabalho do seu Treinador Ernst Hoyos, bem como ao desempenho de muitos outros expoentes Equestres do Centro da Europa.
Hof Kasselmann  - PSI - abriu-lhe as portas e de lá saíram os seus dois primeiros cavalos de Dressage de nível Internacional: O White Cedar que a levou a dois títulos de Campeã Nacional como Young Rider, três Campeonatos da Europa e uma Final da Taça do Mundo deste Escalão e o Diamant 391 que a levou à primeira medalha de Ouro do Campeonato Nacional de Seniores a nível de Grande Premio e ao seu primeiro Campeonato da Europa como Cavaleira Sénior da Equipa Portuguesa.
Esta excelente relação de longos anos com a família Kassellmann, fez com que os dois nomes se cruzassem de novo mais tarde. Hof Kassellmann em Hagen , foi durante um importante período entre os WEG 2018 em Tryon  USA e a final da FEI World Cup em Gothenburg 2019, a sua casa e o seu local de treino.